# Irena Kutyłowska
Irena Kutyłowska (ur. 16 marca 1942 w Puchaczowie, zm. 22 kwietnia 2022) – polska archeolog, specjalizująca się w archeologii średniowiecza.

## Życiorys
W 1965 ukończyła studia na Uniwersytecie Marii Curie-Skłodowskiej w Lublinie, w latach 1965–1966 pracowała w dziale oświatowym Muzeum Okręgowego w Lublinie, w latach 1966–1969 jako asystent w Katedrze Historii Architektury Politechniki Krakowskiej, w latach 1970–1974 w PP Pracownie Konserwacji Zabytków, Oddział w Lublinie.
W latach 1974–1998 była pracownikiem Katedry Archeologii Uniwersytetu Marii Curie-Skłodowskiej w Lublinie, w 1980 obroniła pracę doktorską Badania archeologiczno-architektoniczne zespołu wczesnośredniowiecznego w Stołpiu-Nowosiółkach, woj. chełmskie napisaną pod kierunkiem Jana Gurby. W 1991 otrzymała na Uniwersytecie Warszawskim stopień doktora habilitowanego na podstawie pracy Rozwój Lublina w VI–XIV wieku na tle urbanizacji międzyrzecza środkowej Wisły i Bugu. W pracy habilitacyjnej postawiła tezę, że architektura lubelskiego kościoła św. Michała nawiązywała do wczesnośredniowiecznych bazylik bułgarskich lub najstarszej architektury sakralnej Małopolski, zaś fundacja kościoła mogła nastąpić z "inicjatywy greko-słowiańskiego duchowieństwa związanego z lokalnymi małopolskimi grododzierżcami i bułgarskim państwem". Od 1998 pracowała w Wyższej Szkole Pedagogicznej w Rzeszowie, od 2001 w Instytucie Archeologii Uniwersytetu Rzeszowskiego.
Poczynając od 1966 uczestniczyła w kilkudziesięciu badaniach terenowych na terenie województwa lubelskiego.
Była członkiem Rady Naukowej Centrum Archeologii Średniowiecza i Nowożytności UMK.
Została pochowana na cmentarzu przy ul. Lipowej w Lublinie.